# Kleine Molen (Lummen)
De Kleine Molen (ook wel: Kleen Meulen of Kleinmolen) is een watermolen in de Belgische gemeente Lummen. De watermolen staat op de Mangelbeek, aan Mangelbeekstraat 56 in het gehucht Schalbroek.
Het is een onderslagmolen die fungeerde als korenmolen en oliemolen. Er werd graan en boekweit gemalen.

## Geschiedenis
Reeds vóór 1715 moet hier een molen hebben gestaan. Toen de molen in 1715 voor het eerst vermeld werd, was hij eigendom van Louis Pierre van der Mark. De laatste eigenaar uit het huis Van der Mark was Louise Marguerite, die gehuwd was met Charles Marie Raymond van Arenberg, welke in 1778 overleed. In 1820 overleed ook Louise, waarna de molen aan het huis Arenberg kwam. In 1837 verkochten de Arenbergs de molen aan de familie Palmer, welke onder meer enkele renteniers telde. Vervolgens kwam de molen in handen van diverse eigenaren.
In 1782 werd een nieuwe molen op dezelfde plaats gebouwd omdat de oude molen, uit met leem opgevuld vakwerk vervaardigd, in slechte staat verkeerde. In 1931 werd de oliemolen ontmanteld en het oliemolengebouw werd voortaan gebruikt als magazijn. Van de korenmolen bleef het binnenwerk behouden. Waterkracht werd echter uiteindelijk vervangen door een elektromotor. In 1967 werd echter het waterrad verwijderd.
Van 2002-2004 werd de molen gerestaureerd en in 2007 werd een vistrap aangelegd. In 2008 werd een nieuw, metalen, rad geplaatst en werd de molen weer maalvaardig gemaakt. De bijgebouwen werden ingericht voor kamerverhuur. In 2009 werd de molen feestelijk ingewijd.
- Inventaris van het Bouwkundig Erfgoed (Vlaanderen): 22571